# Wasserkraftwerk Hojum
Das Wasserkraftwerk Hojum ist ein Wasserkraftwerk am Fluss Göta älv nahe der Engstelle Hojum in Trollhättan. Es liegt 13 km südlich des Vänern.
1924 begannen die Vorbereitung für ein neues Wasserkraftwerk in Trollhättan, da die Kapazitäten des Wasserkraftwerk Olidan, welches 1 km flussabwärts liegt, für den gestiegenen Strombedarf nicht mehr ausreichten. Allerdings genehmigte der Reichstag erst 1938 einen der Vorschläge, die bereits mehrere Jahre vorgelegen hatten.
Die Maschinenhalle wurde in den Felsen gesprengt. Beim Bau der Betriebsgebäude wurde darauf geachtet, das Zielgebiet für einen Bombenangriff möglichst klein zu halten. Der Architekt war Erik Hahr. 1943 wurde das Kraftwerk fertiggestellt und die beiden Turbinen G14 und G15 mit je 50 MW gingen in Betrieb. Die Generatoren 1 bis 13 stehen im Wasserkraftwerk Olidan. Am 5. Oktober 1992 ging nach einem Umbau eine dritte Turbine in Betrieb.
Mittlerweile sind die Wasserfälle in Trollhättan ohne Wasser, da dieses alles in den beiden Wasserkraftwerken verwendet wird. An mehreren Tagen im Jahr werde die Schleusen geöffnet und die Wasserfälle können wieder bestaunt werden.